# كريس بيدرسن (ممثل)
كريس بيدرسن (بالإنجليزية: Chris Pedersen)‏ هو ممثل أمريكي، ولد في 22 مايو 1963 في سان فرانسيسكو في الولايات المتحدة.

## أعمال

### أفلام
- (1986) فصيلة
- (1991) نقطة فاصلة[2]

## وصلات خارجية
- كريس بيدرسن على موقع IMDb (الإنجليزية)
- كريس بيدرسن على موقع قاعدة بيانات الفيلم (الإنجليزية)